# Mistrzostwa świata w szachach 1961

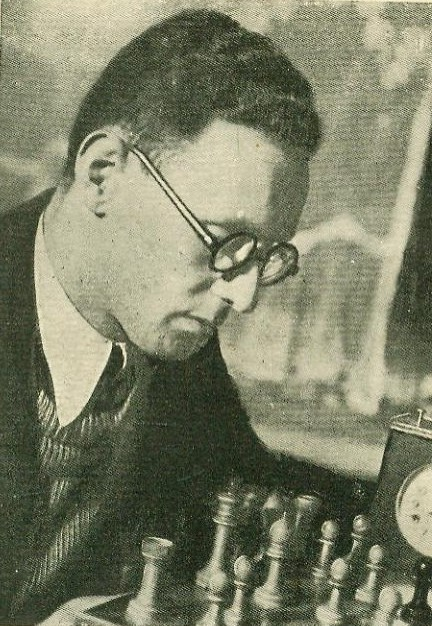
Mistrz świata 1958,
Michaił Botwinnik

Rewanżowy mecz pomiędzy nowym mistrzem świata - Michaiłem Talem, a poprzednim mistrzem, Michaiłem Botwinnikiem, rozegrany w Moskwie w dniach 15 III - 12 V 1961 r. pod egidą FIDE.

## Zasady
Pojedynek miał składać się z 24 partii. Mistrzem świata zostać miał ten z zawodników, który uzyska więcej punktów. W przypadku remisu tytuł zachowywał Tal.

## Przebieg meczu
Po pierwszych ośmiu partiach wynik był remisowy. Botwinnik wygrał jednak IX, X i XI partię, Tal co prawda XII, ale Botwinnik XIII i XV. Po 18 partiach wynik brzmiał 11½ – 6½. Tal idąc na partie nie zamierzał już nawet stawiać oporu. Gdy jednak zobaczył samochody kroniki filmowej, radia i telewizji postanowił "na złość prasie" wygrać. XX partia była jedną z najdłuższych, jakie rozegrano w meczach o mistrzostwo świata – liczyła 121 posunięć i zakończyła się wynikiem remisowym. Dopiero w XXI partii Botwinnik wygrał ustalając wynik meczu na 13 – 8.

## Wyniki w poszczególnych partiach
|                   | 1 | 2 | 3 | 4 | 5 | 6 | 7 | 8 | 9 | 10 | 11 | 12 | 13 | 14 | 15 | 16 | 17 | 18 | 19 | 20 | 21 | Punkty |
| ----------------- | - | - | - | - | - | - | - | - | - | -- | -- | -- | -- | -- | -- | -- | -- | -- | -- | -- | -- | ------ |
| Michaił Botwinnik | 1 | 0 | 1 | ½ | ½ | ½ | 1 | 0 | 1 | 1  | 1  | 0  | 1  | ½  | 1  | ½  | 0  | 1  | 0  | ½  | 1  | 13     |
| Michaił Tal       | 0 | 1 | 0 | ½ | ½ | ½ | 0 | 1 | 0 | 0  | 0  | 1  | 0  | ½  | 0  | ½  | 1  | 0  | 1  | ½  | 0  | 8      |